# Hannes Keller
Hannes Keller (n. 20 septembrie 1934, Winterthur, cantonul Zürich, Elveția – d. 1 decembrie 2022, Niederglatt⁠(d), cantonul Zürich, Elveția) a fost un fizician și pionier al scufundărilor la mare adâncime.
Împreună cu Albert A. Bühlmann, Keller dezvoltă o nouă metodă de scufundare și decompresie prin schimbarea amestecurilor respiratorii din diferite butelii (heliu-oxigen și azot-oxigen) în timpul decompresiei, ceeace a condus la scurtarea considerabilă a timpului de decompresie la paliere.
Cu această nouă teorie, Keller efectuează în anul 1959 împreună cu Peter Stirnenann o scufundare experimentală la adâncimea de 120 m în lacul Zürich, apoi în lacul Maggiore la adâncimea de 220 m cu amestec respirator trimix, precum și mai multe amestecuri binare în timpul decompresiei.
La începutul anilor 60, Keller dezvoltă nu mai puțin de patru sute de modele matematice și tabele de decompresie până la adâncimea de 430 m, utilizând calculatoare IBM.
În anul 1962, în cadrul unui experiment împreună cu U. S. Navy, Keller atinge adâncimea de 300 m în California.
Începând cu anii 1970, Keller devine un antreprenor în domeniul tehnologiei informației. În 1974, el a fondat Keller AG și devine lider mondial în fabricarea de senzori de presiune piezorezistenți. Tot în această perioadă, Keller înființează propria firmă de calculatoare SESAME-Computers și în anii 1980 devine unul din principalii furnizori de calculatoare IBM în Elveția. El a dezvoltat de asemenea o serie de produse software (Witchpen, Ways for Windows și Wizardmaker) pentru verificarea automată a ortografiei, precum și unul din primele corectoare de text, care ulterior va fi achiziționat de IBM, apoi inclus și în Word.
Hannes Keller creează  www.visipex.com[nefuncțională]
 unul din cele mai mari muzee virtuale de pe internet, având peste 1,3 milioane de exponate de artă fotografică ce pot fi descărcate gratuit.
Din 2005, Keller a fost un musician independent, cu numeroase înregistrări de discuri.